# 大谷佐知子
大谷 佐知子（おおたに さちこ、女性、現姓：松野、1965年8月3日 - ）は、日本の元バレーボール選手。1984年ロサンゼルスオリンピックバレーボール女子銅メダリスト。

## 人物
大阪府吹田市出身。中学2年の時にバレーボールを始め、中学3年の時に山田重雄に抜擢され、中田久美と共に全日本入りをする。
四天王寺高等学校に進学後はエースアタッカーとして活躍し、高校三冠（インターハイ、国体、春の高校バレー）の原動力となった。尚、高校までは『大谷佐知代』を名乗っていた。
1983年にアジア選手権で優勝してロサンゼルスオリンピック出場権を獲得し（当時はアジア選手権がオリンピック予選を兼ねていた）、ベスト6に選ばれた。翌年のロサンゼルスオリンピックでは3位。
高校卒業後にカネボウへ入社し、日本リーグで活躍。一時ブランクがあったが1997年に東北パイオニアへ移籍し、2シーズンプレーした後、1999年に正式に現役を引退。現在はMIPスポーツ・プロジェクト（特定非営利活動法人）に参加、バレーボールの指導などを行っている。2011年から吹田市の教育委員会委員を務めている。

## 球歴
- 全日本代表 - 1980-1986年
- 全日本代表としての主な国際大会出場歴
  - オリンピック - 1984年
  - 世界選手権 - 1986年

## 所属チーム
- 大阪市立蒲生中学校
- 四天王寺高等学校
- 大阪吹田クラブ（1984年）
- カネボウ（1985-1992年）
- 東北パイオニア（1997-2000年）

## 受賞歴
- 1986年 - 第19回日本リーグ 猛打賞
- 1999年 - 第1回 V1リーグ 敢闘賞